# 铁爪鹀属
铁爪鹀属（学名：Calcarius）为铁爪鹀科的一个属。

## 下属物种
本属包括以下物种：
- 铁爪鹀 Calcarius lapponicus (Linnaeus, 1758)
- 栗领铁爪鹀 Calcarius ornatus (J.K.Townsend, 1837)
- 黄腹铁爪鹀 Calcarius pictus (Swainson, 1832)

以下物种已划分为单独的麦氏铁爪鹀属（Rhynchophanes）：
- 麦氏铁爪鹀 Calcarius mccownii (Lawrence, 1851)